# Dikran Zaven
Dikran Zaven (in armeno Տիգրան Զավեն (Չուքասզյան); Sivas, 1874 – Siberia, 20 novembre 1938) è stato uno scrittore, editore e giornalista armeno.
Egli è spesso citato anche come Dikran Zavenè e il suo cognome di nascita fu Chugassyan.
Studiò a Costantinopoli presso la "Kedronagan Varjaran" (scuola centrale), dove si diplomò nel 1895, in seguito si recò a studiare presso l'Università di Parigi e quella di Ginevra. Qui poté confrontarsi con importanti teorici della cosiddetta "questione d'Oriente", essendo la città la meta preferita di esuli russi, ebrei, polacchi, bulgari e macedoni oltre che armeni.
Dal 1903 al 1908 lavorò a Tibilisi. Nel 1905 presso la rivista di taglio indipendente e progressista «Մուրճ» («Murch») (Martello) e l'anno successivo fondò del giornale «Երկրի ձայն» («Yerkri dzayn», "La voce del Paese") che fu molto apprezzata anche da Dimitar Vlahov che la definì come la prima voce del socialismo armeno. Tale esperienza si concluse nel 1908 a causa delle scarse risorse finanziarie a disposizione di Zaven che fu sia direttore che editore e firmava al contempo molti articoli di questa rivista e di altre simili con vari pseudonimi tra cui Eliminor, Taparik, e al contempo svolgeva attività di corrispondente e traduttore per pubblicazioni estere, soprattutto francesi.
In seguito ritornò a Costantinopoli e nel 1908 con Hrand Nazariantz, assunse la direzione del giornale «Սուրհանդակn» («Surhantag») e tra il 1918 e il 1920 fu direttore del quotidiano «Ժողովուրդ» (Il Popolo). Nel frattempo in una lunga serie di articoli condannò il genocidio armeno, organizzato dai circoli dominanti turchi. In questo modo cercò di comunicare la verità alla comunità internazionale sulla situazione in Turchia, chiedendo universalmente di condannare la tragedia armena. Fino all'ultimo aveva cercato di dimostrare che a lotta non doveva essere nazionalista ma politica e sociale e in questa convinzione aveva cercato di collaborare con i partiti progressisti turchi, ma senza esisto.
Appena i kemalisti presero il potere si trasferì a Parigi, stabilendo grandi rapporti di amicizia con intellettuali della sua epoca sensibili alla causa armena, tra questi con lo scrittore e giornalista francese Henri Barby e tanti altri.
Nel 1932 con il nome di Lucien Alfred, cercò di aderire al Partito Comunista Francese, ma la sua richiesta fu respinta. L'anno dopo si trasferì in Unione Sovietica, per potere partecipare alla vita politica e culturale del paese. Subì però lo stesso destino di altri grandi intellettuali, come Zabel Yesayan: cadde vittima delle purghe staliniane. Infatti, anche il Partito Comunista Armeno ne aveva respinto l'iscrizione. Arrestato il 26 giugno 1937 fu fucilati con accusa di spionaggio il 20 novembre 1938.